# Japanska pravoslavna Crkva (Ruska pravoslavna Crkva)
Japanska pravoslavna Crkva (japanski: 日本ハリストス正教会 ) je jedna od pravoslavnih Crkava. 
Pravoslavna Crkva u Japanu se sastoji od tri biskupije i nadbiskupije i Tokiju. Broj vjernika je desetljećima dosljedno oko 30.000 osoba, što predstavlja oko 3% svih japanskih kršćana. 30 svećenika i pet đakona se brinu u 150 pravoslavnih crkava, od kojih je većina smještena na otoku Hokkaidu.

### Nadbiskupi
- Nikolaj (1906. – 1912.)
- Sergij (1912. – 1945.)
- Benjamin (1946. – 1952.)
- Irenej  (1952. – 1962.)
- Nikola (1962. – 1964.)
- Vladimir (1964. – 1970.)
- Teodosije (1970. – 1999.)
- Petar (2000.)
- Danijel (od 2000.)